# Палісадна паренхіма

Схема внутрішньої будови листа.

Палісадна паренхіма — клітини мезофілу листка деяких рослин, розташовані прямо під верхнім шаром епідерміса та кутикули. Вони мають видовжену форму і відрізняються від губчатого мезофілу, розташованого під ними. Хлоропласти цих клітин поглинають більшу частину світлової енергії, що використовується листками. Палісадні клітини є у листках дводольних рослин, а також у сітчасто-прожилкових листках однодольних, ароїдних і діоскорейних.

## Структура
Палісадні клітини містять велику кількість хлоропластів на клітину, тому фотосинтез у них відбувається найбільш активно.
Під палісадним мезофілом розташовуються клітини губчастого мезофілу, які також активно фотосинтезують. Ці клітини мають неправильну форму, з великою кількістю повітроносних порожнин, які збільшують проникність листка для вуглекислого газу.